# Abandon (échecs)
Pour les articles homonymes, voir Abandon.
L'abandon est une indication qu'un camp accepte la défaite. Les règles du jeu d'échecs indiquent : « La partie est gagnée par le joueur dont l’adversaire déclare qu’il abandonne. Ceci met immédiatement fin à la partie. »
Dans le cadre d'une compétition, le joueur déclare oralement qu'il abandonne. 

Il arrive qu'un joueur tende la main à son adversaire car la poignée de main conclut traditionnellement la partie, mais ce geste seul est déconseillé parce qu'il peut être confondu avec une proposition de nulle. Arrêter la pendule ne signifie pas l'abandon, car un joueur au trait a toujours le droit d'arrêter la pendule pour solliciter l'aide de l'arbitre.
Le règlement des tournois de la Fédération internationale des échecs stipule qu'un joueur qui ne souhaite pas poursuivre la partie et quitte l'aire de jeu sans signifier son abandon à l'adversaire ou à l'arbitre fait preuve d'un manque de courtoisie et est passible de sanctions.
Contrairement à ce que l'on pourrait penser, aux échecs l'abandon est davantage une marque de respect qu'un forfait : en effet si un joueur a une position gagnante, continuer jusqu'à l'échec et mat serait une perte de temps. Très souvent les joueurs débutants poursuivent des parties dont l'issue est déjà certaine en espérant que leur adversaire commettra une erreur comme un pat.

## Raisons d'un abandon
C'est le joueur lui-même qui décide d'abandonner la partie. Ceci peut survenir lorsqu'il se retrouve dans une position qu'il estime clairement perdante ou qu'il n'est, pour une raison extérieure, pas en mesure de finir la partie.

En situation d'échec et mat, le joueur a déjà perdu, donc il n'est pas en mesure d'abandonner.

L'arbitre peut décider d'arrêter le match et declarer l'un des joueurs vainqueur, mais il ne s'agit pas d'un abandon.

## Abandons célèbres
|   | a | b | c | d | e | f | g | h |   |
| 8 | Roi noir sur case noire h8 · Fou noir sur case blanche b7 · Tour noire sur case blanche d7 · Pion noir sur case noire g7 · Pion noir sur case blanche a6 · Pion noir sur case noire h6 · Pion noir sur case blanche b5 · Dame noire sur case noire e5 · Cavalier blanc sur case blanche f5 · Fou noir sur case noire d4 · Pion blanc sur case blanche e4 · Dame blanche sur case blanche d3 · Pion blanc sur case blanche a2 · Pion blanc sur case blanche g2 · Pion blanc sur case noire h2 · Fou blanc sur case blanche b1 · Tour blanche sur case blanche d1 · Roi blanc sur case blanche h1 | Roi noir sur case noire h8 · Fou noir sur case blanche b7 · Tour noire sur case blanche d7 · Pion noir sur case noire g7 · Pion noir sur case blanche a6 · Pion noir sur case noire h6 · Pion noir sur case blanche b5 · Dame noire sur case noire e5 · Cavalier blanc sur case blanche f5 · Fou noir sur case noire d4 · Pion blanc sur case blanche e4 · Dame blanche sur case blanche d3 · Pion blanc sur case blanche a2 · Pion blanc sur case blanche g2 · Pion blanc sur case noire h2 · Fou blanc sur case blanche b1 · Tour blanche sur case blanche d1 · Roi blanc sur case blanche h1 | Roi noir sur case noire h8 · Fou noir sur case blanche b7 · Tour noire sur case blanche d7 · Pion noir sur case noire g7 · Pion noir sur case blanche a6 · Pion noir sur case noire h6 · Pion noir sur case blanche b5 · Dame noire sur case noire e5 · Cavalier blanc sur case blanche f5 · Fou noir sur case noire d4 · Pion blanc sur case blanche e4 · Dame blanche sur case blanche d3 · Pion blanc sur case blanche a2 · Pion blanc sur case blanche g2 · Pion blanc sur case noire h2 · Fou blanc sur case blanche b1 · Tour blanche sur case blanche d1 · Roi blanc sur case blanche h1 | Roi noir sur case noire h8 · Fou noir sur case blanche b7 · Tour noire sur case blanche d7 · Pion noir sur case noire g7 · Pion noir sur case blanche a6 · Pion noir sur case noire h6 · Pion noir sur case blanche b5 · Dame noire sur case noire e5 · Cavalier blanc sur case blanche f5 · Fou noir sur case noire d4 · Pion blanc sur case blanche e4 · Dame blanche sur case blanche d3 · Pion blanc sur case blanche a2 · Pion blanc sur case blanche g2 · Pion blanc sur case noire h2 · Fou blanc sur case blanche b1 · Tour blanche sur case blanche d1 · Roi blanc sur case blanche h1 | Roi noir sur case noire h8 · Fou noir sur case blanche b7 · Tour noire sur case blanche d7 · Pion noir sur case noire g7 · Pion noir sur case blanche a6 · Pion noir sur case noire h6 · Pion noir sur case blanche b5 · Dame noire sur case noire e5 · Cavalier blanc sur case blanche f5 · Fou noir sur case noire d4 · Pion blanc sur case blanche e4 · Dame blanche sur case blanche d3 · Pion blanc sur case blanche a2 · Pion blanc sur case blanche g2 · Pion blanc sur case noire h2 · Fou blanc sur case blanche b1 · Tour blanche sur case blanche d1 · Roi blanc sur case blanche h1 | Roi noir sur case noire h8 · Fou noir sur case blanche b7 · Tour noire sur case blanche d7 · Pion noir sur case noire g7 · Pion noir sur case blanche a6 · Pion noir sur case noire h6 · Pion noir sur case blanche b5 · Dame noire sur case noire e5 · Cavalier blanc sur case blanche f5 · Fou noir sur case noire d4 · Pion blanc sur case blanche e4 · Dame blanche sur case blanche d3 · Pion blanc sur case blanche a2 · Pion blanc sur case blanche g2 · Pion blanc sur case noire h2 · Fou blanc sur case blanche b1 · Tour blanche sur case blanche d1 · Roi blanc sur case blanche h1 | Roi noir sur case noire h8 · Fou noir sur case blanche b7 · Tour noire sur case blanche d7 · Pion noir sur case noire g7 · Pion noir sur case blanche a6 · Pion noir sur case noire h6 · Pion noir sur case blanche b5 · Dame noire sur case noire e5 · Cavalier blanc sur case blanche f5 · Fou noir sur case noire d4 · Pion blanc sur case blanche e4 · Dame blanche sur case blanche d3 · Pion blanc sur case blanche a2 · Pion blanc sur case blanche g2 · Pion blanc sur case noire h2 · Fou blanc sur case blanche b1 · Tour blanche sur case blanche d1 · Roi blanc sur case blanche h1 | Roi noir sur case noire h8 · Fou noir sur case blanche b7 · Tour noire sur case blanche d7 · Pion noir sur case noire g7 · Pion noir sur case blanche a6 · Pion noir sur case noire h6 · Pion noir sur case blanche b5 · Dame noire sur case noire e5 · Cavalier blanc sur case blanche f5 · Fou noir sur case noire d4 · Pion blanc sur case blanche e4 · Dame blanche sur case blanche d3 · Pion blanc sur case blanche a2 · Pion blanc sur case blanche g2 · Pion blanc sur case noire h2 · Fou blanc sur case blanche b1 · Tour blanche sur case blanche d1 · Roi blanc sur case blanche h1 | 8 |
| 7 | Roi noir sur case noire h8 · Fou noir sur case blanche b7 · Tour noire sur case blanche d7 · Pion noir sur case noire g7 · Pion noir sur case blanche a6 · Pion noir sur case noire h6 · Pion noir sur case blanche b5 · Dame noire sur case noire e5 · Cavalier blanc sur case blanche f5 · Fou noir sur case noire d4 · Pion blanc sur case blanche e4 · Dame blanche sur case blanche d3 · Pion blanc sur case blanche a2 · Pion blanc sur case blanche g2 · Pion blanc sur case noire h2 · Fou blanc sur case blanche b1 · Tour blanche sur case blanche d1 · Roi blanc sur case blanche h1 | Roi noir sur case noire h8 · Fou noir sur case blanche b7 · Tour noire sur case blanche d7 · Pion noir sur case noire g7 · Pion noir sur case blanche a6 · Pion noir sur case noire h6 · Pion noir sur case blanche b5 · Dame noire sur case noire e5 · Cavalier blanc sur case blanche f5 · Fou noir sur case noire d4 · Pion blanc sur case blanche e4 · Dame blanche sur case blanche d3 · Pion blanc sur case blanche a2 · Pion blanc sur case blanche g2 · Pion blanc sur case noire h2 · Fou blanc sur case blanche b1 · Tour blanche sur case blanche d1 · Roi blanc sur case blanche h1 | Roi noir sur case noire h8 · Fou noir sur case blanche b7 · Tour noire sur case blanche d7 · Pion noir sur case noire g7 · Pion noir sur case blanche a6 · Pion noir sur case noire h6 · Pion noir sur case blanche b5 · Dame noire sur case noire e5 · Cavalier blanc sur case blanche f5 · Fou noir sur case noire d4 · Pion blanc sur case blanche e4 · Dame blanche sur case blanche d3 · Pion blanc sur case blanche a2 · Pion blanc sur case blanche g2 · Pion blanc sur case noire h2 · Fou blanc sur case blanche b1 · Tour blanche sur case blanche d1 · Roi blanc sur case blanche h1 | Roi noir sur case noire h8 · Fou noir sur case blanche b7 · Tour noire sur case blanche d7 · Pion noir sur case noire g7 · Pion noir sur case blanche a6 · Pion noir sur case noire h6 · Pion noir sur case blanche b5 · Dame noire sur case noire e5 · Cavalier blanc sur case blanche f5 · Fou noir sur case noire d4 · Pion blanc sur case blanche e4 · Dame blanche sur case blanche d3 · Pion blanc sur case blanche a2 · Pion blanc sur case blanche g2 · Pion blanc sur case noire h2 · Fou blanc sur case blanche b1 · Tour blanche sur case blanche d1 · Roi blanc sur case blanche h1 | Roi noir sur case noire h8 · Fou noir sur case blanche b7 · Tour noire sur case blanche d7 · Pion noir sur case noire g7 · Pion noir sur case blanche a6 · Pion noir sur case noire h6 · Pion noir sur case blanche b5 · Dame noire sur case noire e5 · Cavalier blanc sur case blanche f5 · Fou noir sur case noire d4 · Pion blanc sur case blanche e4 · Dame blanche sur case blanche d3 · Pion blanc sur case blanche a2 · Pion blanc sur case blanche g2 · Pion blanc sur case noire h2 · Fou blanc sur case blanche b1 · Tour blanche sur case blanche d1 · Roi blanc sur case blanche h1 | Roi noir sur case noire h8 · Fou noir sur case blanche b7 · Tour noire sur case blanche d7 · Pion noir sur case noire g7 · Pion noir sur case blanche a6 · Pion noir sur case noire h6 · Pion noir sur case blanche b5 · Dame noire sur case noire e5 · Cavalier blanc sur case blanche f5 · Fou noir sur case noire d4 · Pion blanc sur case blanche e4 · Dame blanche sur case blanche d3 · Pion blanc sur case blanche a2 · Pion blanc sur case blanche g2 · Pion blanc sur case noire h2 · Fou blanc sur case blanche b1 · Tour blanche sur case blanche d1 · Roi blanc sur case blanche h1 | Roi noir sur case noire h8 · Fou noir sur case blanche b7 · Tour noire sur case blanche d7 · Pion noir sur case noire g7 · Pion noir sur case blanche a6 · Pion noir sur case noire h6 · Pion noir sur case blanche b5 · Dame noire sur case noire e5 · Cavalier blanc sur case blanche f5 · Fou noir sur case noire d4 · Pion blanc sur case blanche e4 · Dame blanche sur case blanche d3 · Pion blanc sur case blanche a2 · Pion blanc sur case blanche g2 · Pion blanc sur case noire h2 · Fou blanc sur case blanche b1 · Tour blanche sur case blanche d1 · Roi blanc sur case blanche h1 | Roi noir sur case noire h8 · Fou noir sur case blanche b7 · Tour noire sur case blanche d7 · Pion noir sur case noire g7 · Pion noir sur case blanche a6 · Pion noir sur case noire h6 · Pion noir sur case blanche b5 · Dame noire sur case noire e5 · Cavalier blanc sur case blanche f5 · Fou noir sur case noire d4 · Pion blanc sur case blanche e4 · Dame blanche sur case blanche d3 · Pion blanc sur case blanche a2 · Pion blanc sur case blanche g2 · Pion blanc sur case noire h2 · Fou blanc sur case blanche b1 · Tour blanche sur case blanche d1 · Roi blanc sur case blanche h1 | 7 |
| 6 | Roi noir sur case noire h8 · Fou noir sur case blanche b7 · Tour noire sur case blanche d7 · Pion noir sur case noire g7 · Pion noir sur case blanche a6 · Pion noir sur case noire h6 · Pion noir sur case blanche b5 · Dame noire sur case noire e5 · Cavalier blanc sur case blanche f5 · Fou noir sur case noire d4 · Pion blanc sur case blanche e4 · Dame blanche sur case blanche d3 · Pion blanc sur case blanche a2 · Pion blanc sur case blanche g2 · Pion blanc sur case noire h2 · Fou blanc sur case blanche b1 · Tour blanche sur case blanche d1 · Roi blanc sur case blanche h1 | Roi noir sur case noire h8 · Fou noir sur case blanche b7 · Tour noire sur case blanche d7 · Pion noir sur case noire g7 · Pion noir sur case blanche a6 · Pion noir sur case noire h6 · Pion noir sur case blanche b5 · Dame noire sur case noire e5 · Cavalier blanc sur case blanche f5 · Fou noir sur case noire d4 · Pion blanc sur case blanche e4 · Dame blanche sur case blanche d3 · Pion blanc sur case blanche a2 · Pion blanc sur case blanche g2 · Pion blanc sur case noire h2 · Fou blanc sur case blanche b1 · Tour blanche sur case blanche d1 · Roi blanc sur case blanche h1 | Roi noir sur case noire h8 · Fou noir sur case blanche b7 · Tour noire sur case blanche d7 · Pion noir sur case noire g7 · Pion noir sur case blanche a6 · Pion noir sur case noire h6 · Pion noir sur case blanche b5 · Dame noire sur case noire e5 · Cavalier blanc sur case blanche f5 · Fou noir sur case noire d4 · Pion blanc sur case blanche e4 · Dame blanche sur case blanche d3 · Pion blanc sur case blanche a2 · Pion blanc sur case blanche g2 · Pion blanc sur case noire h2 · Fou blanc sur case blanche b1 · Tour blanche sur case blanche d1 · Roi blanc sur case blanche h1 | Roi noir sur case noire h8 · Fou noir sur case blanche b7 · Tour noire sur case blanche d7 · Pion noir sur case noire g7 · Pion noir sur case blanche a6 · Pion noir sur case noire h6 · Pion noir sur case blanche b5 · Dame noire sur case noire e5 · Cavalier blanc sur case blanche f5 · Fou noir sur case noire d4 · Pion blanc sur case blanche e4 · Dame blanche sur case blanche d3 · Pion blanc sur case blanche a2 · Pion blanc sur case blanche g2 · Pion blanc sur case noire h2 · Fou blanc sur case blanche b1 · Tour blanche sur case blanche d1 · Roi blanc sur case blanche h1 | Roi noir sur case noire h8 · Fou noir sur case blanche b7 · Tour noire sur case blanche d7 · Pion noir sur case noire g7 · Pion noir sur case blanche a6 · Pion noir sur case noire h6 · Pion noir sur case blanche b5 · Dame noire sur case noire e5 · Cavalier blanc sur case blanche f5 · Fou noir sur case noire d4 · Pion blanc sur case blanche e4 · Dame blanche sur case blanche d3 · Pion blanc sur case blanche a2 · Pion blanc sur case blanche g2 · Pion blanc sur case noire h2 · Fou blanc sur case blanche b1 · Tour blanche sur case blanche d1 · Roi blanc sur case blanche h1 | Roi noir sur case noire h8 · Fou noir sur case blanche b7 · Tour noire sur case blanche d7 · Pion noir sur case noire g7 · Pion noir sur case blanche a6 · Pion noir sur case noire h6 · Pion noir sur case blanche b5 · Dame noire sur case noire e5 · Cavalier blanc sur case blanche f5 · Fou noir sur case noire d4 · Pion blanc sur case blanche e4 · Dame blanche sur case blanche d3 · Pion blanc sur case blanche a2 · Pion blanc sur case blanche g2 · Pion blanc sur case noire h2 · Fou blanc sur case blanche b1 · Tour blanche sur case blanche d1 · Roi blanc sur case blanche h1 | Roi noir sur case noire h8 · Fou noir sur case blanche b7 · Tour noire sur case blanche d7 · Pion noir sur case noire g7 · Pion noir sur case blanche a6 · Pion noir sur case noire h6 · Pion noir sur case blanche b5 · Dame noire sur case noire e5 · Cavalier blanc sur case blanche f5 · Fou noir sur case noire d4 · Pion blanc sur case blanche e4 · Dame blanche sur case blanche d3 · Pion blanc sur case blanche a2 · Pion blanc sur case blanche g2 · Pion blanc sur case noire h2 · Fou blanc sur case blanche b1 · Tour blanche sur case blanche d1 · Roi blanc sur case blanche h1 | Roi noir sur case noire h8 · Fou noir sur case blanche b7 · Tour noire sur case blanche d7 · Pion noir sur case noire g7 · Pion noir sur case blanche a6 · Pion noir sur case noire h6 · Pion noir sur case blanche b5 · Dame noire sur case noire e5 · Cavalier blanc sur case blanche f5 · Fou noir sur case noire d4 · Pion blanc sur case blanche e4 · Dame blanche sur case blanche d3 · Pion blanc sur case blanche a2 · Pion blanc sur case blanche g2 · Pion blanc sur case noire h2 · Fou blanc sur case blanche b1 · Tour blanche sur case blanche d1 · Roi blanc sur case blanche h1 | 6 |
| 5 | Roi noir sur case noire h8 · Fou noir sur case blanche b7 · Tour noire sur case blanche d7 · Pion noir sur case noire g7 · Pion noir sur case blanche a6 · Pion noir sur case noire h6 · Pion noir sur case blanche b5 · Dame noire sur case noire e5 · Cavalier blanc sur case blanche f5 · Fou noir sur case noire d4 · Pion blanc sur case blanche e4 · Dame blanche sur case blanche d3 · Pion blanc sur case blanche a2 · Pion blanc sur case blanche g2 · Pion blanc sur case noire h2 · Fou blanc sur case blanche b1 · Tour blanche sur case blanche d1 · Roi blanc sur case blanche h1 | Roi noir sur case noire h8 · Fou noir sur case blanche b7 · Tour noire sur case blanche d7 · Pion noir sur case noire g7 · Pion noir sur case blanche a6 · Pion noir sur case noire h6 · Pion noir sur case blanche b5 · Dame noire sur case noire e5 · Cavalier blanc sur case blanche f5 · Fou noir sur case noire d4 · Pion blanc sur case blanche e4 · Dame blanche sur case blanche d3 · Pion blanc sur case blanche a2 · Pion blanc sur case blanche g2 · Pion blanc sur case noire h2 · Fou blanc sur case blanche b1 · Tour blanche sur case blanche d1 · Roi blanc sur case blanche h1 | Roi noir sur case noire h8 · Fou noir sur case blanche b7 · Tour noire sur case blanche d7 · Pion noir sur case noire g7 · Pion noir sur case blanche a6 · Pion noir sur case noire h6 · Pion noir sur case blanche b5 · Dame noire sur case noire e5 · Cavalier blanc sur case blanche f5 · Fou noir sur case noire d4 · Pion blanc sur case blanche e4 · Dame blanche sur case blanche d3 · Pion blanc sur case blanche a2 · Pion blanc sur case blanche g2 · Pion blanc sur case noire h2 · Fou blanc sur case blanche b1 · Tour blanche sur case blanche d1 · Roi blanc sur case blanche h1 | Roi noir sur case noire h8 · Fou noir sur case blanche b7 · Tour noire sur case blanche d7 · Pion noir sur case noire g7 · Pion noir sur case blanche a6 · Pion noir sur case noire h6 · Pion noir sur case blanche b5 · Dame noire sur case noire e5 · Cavalier blanc sur case blanche f5 · Fou noir sur case noire d4 · Pion blanc sur case blanche e4 · Dame blanche sur case blanche d3 · Pion blanc sur case blanche a2 · Pion blanc sur case blanche g2 · Pion blanc sur case noire h2 · Fou blanc sur case blanche b1 · Tour blanche sur case blanche d1 · Roi blanc sur case blanche h1 | Roi noir sur case noire h8 · Fou noir sur case blanche b7 · Tour noire sur case blanche d7 · Pion noir sur case noire g7 · Pion noir sur case blanche a6 · Pion noir sur case noire h6 · Pion noir sur case blanche b5 · Dame noire sur case noire e5 · Cavalier blanc sur case blanche f5 · Fou noir sur case noire d4 · Pion blanc sur case blanche e4 · Dame blanche sur case blanche d3 · Pion blanc sur case blanche a2 · Pion blanc sur case blanche g2 · Pion blanc sur case noire h2 · Fou blanc sur case blanche b1 · Tour blanche sur case blanche d1 · Roi blanc sur case blanche h1 | Roi noir sur case noire h8 · Fou noir sur case blanche b7 · Tour noire sur case blanche d7 · Pion noir sur case noire g7 · Pion noir sur case blanche a6 · Pion noir sur case noire h6 · Pion noir sur case blanche b5 · Dame noire sur case noire e5 · Cavalier blanc sur case blanche f5 · Fou noir sur case noire d4 · Pion blanc sur case blanche e4 · Dame blanche sur case blanche d3 · Pion blanc sur case blanche a2 · Pion blanc sur case blanche g2 · Pion blanc sur case noire h2 · Fou blanc sur case blanche b1 · Tour blanche sur case blanche d1 · Roi blanc sur case blanche h1 | Roi noir sur case noire h8 · Fou noir sur case blanche b7 · Tour noire sur case blanche d7 · Pion noir sur case noire g7 · Pion noir sur case blanche a6 · Pion noir sur case noire h6 · Pion noir sur case blanche b5 · Dame noire sur case noire e5 · Cavalier blanc sur case blanche f5 · Fou noir sur case noire d4 · Pion blanc sur case blanche e4 · Dame blanche sur case blanche d3 · Pion blanc sur case blanche a2 · Pion blanc sur case blanche g2 · Pion blanc sur case noire h2 · Fou blanc sur case blanche b1 · Tour blanche sur case blanche d1 · Roi blanc sur case blanche h1 | Roi noir sur case noire h8 · Fou noir sur case blanche b7 · Tour noire sur case blanche d7 · Pion noir sur case noire g7 · Pion noir sur case blanche a6 · Pion noir sur case noire h6 · Pion noir sur case blanche b5 · Dame noire sur case noire e5 · Cavalier blanc sur case blanche f5 · Fou noir sur case noire d4 · Pion blanc sur case blanche e4 · Dame blanche sur case blanche d3 · Pion blanc sur case blanche a2 · Pion blanc sur case blanche g2 · Pion blanc sur case noire h2 · Fou blanc sur case blanche b1 · Tour blanche sur case blanche d1 · Roi blanc sur case blanche h1 | 5 |
| 4 | Roi noir sur case noire h8 · Fou noir sur case blanche b7 · Tour noire sur case blanche d7 · Pion noir sur case noire g7 · Pion noir sur case blanche a6 · Pion noir sur case noire h6 · Pion noir sur case blanche b5 · Dame noire sur case noire e5 · Cavalier blanc sur case blanche f5 · Fou noir sur case noire d4 · Pion blanc sur case blanche e4 · Dame blanche sur case blanche d3 · Pion blanc sur case blanche a2 · Pion blanc sur case blanche g2 · Pion blanc sur case noire h2 · Fou blanc sur case blanche b1 · Tour blanche sur case blanche d1 · Roi blanc sur case blanche h1 | Roi noir sur case noire h8 · Fou noir sur case blanche b7 · Tour noire sur case blanche d7 · Pion noir sur case noire g7 · Pion noir sur case blanche a6 · Pion noir sur case noire h6 · Pion noir sur case blanche b5 · Dame noire sur case noire e5 · Cavalier blanc sur case blanche f5 · Fou noir sur case noire d4 · Pion blanc sur case blanche e4 · Dame blanche sur case blanche d3 · Pion blanc sur case blanche a2 · Pion blanc sur case blanche g2 · Pion blanc sur case noire h2 · Fou blanc sur case blanche b1 · Tour blanche sur case blanche d1 · Roi blanc sur case blanche h1 | Roi noir sur case noire h8 · Fou noir sur case blanche b7 · Tour noire sur case blanche d7 · Pion noir sur case noire g7 · Pion noir sur case blanche a6 · Pion noir sur case noire h6 · Pion noir sur case blanche b5 · Dame noire sur case noire e5 · Cavalier blanc sur case blanche f5 · Fou noir sur case noire d4 · Pion blanc sur case blanche e4 · Dame blanche sur case blanche d3 · Pion blanc sur case blanche a2 · Pion blanc sur case blanche g2 · Pion blanc sur case noire h2 · Fou blanc sur case blanche b1 · Tour blanche sur case blanche d1 · Roi blanc sur case blanche h1 | Roi noir sur case noire h8 · Fou noir sur case blanche b7 · Tour noire sur case blanche d7 · Pion noir sur case noire g7 · Pion noir sur case blanche a6 · Pion noir sur case noire h6 · Pion noir sur case blanche b5 · Dame noire sur case noire e5 · Cavalier blanc sur case blanche f5 · Fou noir sur case noire d4 · Pion blanc sur case blanche e4 · Dame blanche sur case blanche d3 · Pion blanc sur case blanche a2 · Pion blanc sur case blanche g2 · Pion blanc sur case noire h2 · Fou blanc sur case blanche b1 · Tour blanche sur case blanche d1 · Roi blanc sur case blanche h1 | Roi noir sur case noire h8 · Fou noir sur case blanche b7 · Tour noire sur case blanche d7 · Pion noir sur case noire g7 · Pion noir sur case blanche a6 · Pion noir sur case noire h6 · Pion noir sur case blanche b5 · Dame noire sur case noire e5 · Cavalier blanc sur case blanche f5 · Fou noir sur case noire d4 · Pion blanc sur case blanche e4 · Dame blanche sur case blanche d3 · Pion blanc sur case blanche a2 · Pion blanc sur case blanche g2 · Pion blanc sur case noire h2 · Fou blanc sur case blanche b1 · Tour blanche sur case blanche d1 · Roi blanc sur case blanche h1 | Roi noir sur case noire h8 · Fou noir sur case blanche b7 · Tour noire sur case blanche d7 · Pion noir sur case noire g7 · Pion noir sur case blanche a6 · Pion noir sur case noire h6 · Pion noir sur case blanche b5 · Dame noire sur case noire e5 · Cavalier blanc sur case blanche f5 · Fou noir sur case noire d4 · Pion blanc sur case blanche e4 · Dame blanche sur case blanche d3 · Pion blanc sur case blanche a2 · Pion blanc sur case blanche g2 · Pion blanc sur case noire h2 · Fou blanc sur case blanche b1 · Tour blanche sur case blanche d1 · Roi blanc sur case blanche h1 | Roi noir sur case noire h8 · Fou noir sur case blanche b7 · Tour noire sur case blanche d7 · Pion noir sur case noire g7 · Pion noir sur case blanche a6 · Pion noir sur case noire h6 · Pion noir sur case blanche b5 · Dame noire sur case noire e5 · Cavalier blanc sur case blanche f5 · Fou noir sur case noire d4 · Pion blanc sur case blanche e4 · Dame blanche sur case blanche d3 · Pion blanc sur case blanche a2 · Pion blanc sur case blanche g2 · Pion blanc sur case noire h2 · Fou blanc sur case blanche b1 · Tour blanche sur case blanche d1 · Roi blanc sur case blanche h1 | Roi noir sur case noire h8 · Fou noir sur case blanche b7 · Tour noire sur case blanche d7 · Pion noir sur case noire g7 · Pion noir sur case blanche a6 · Pion noir sur case noire h6 · Pion noir sur case blanche b5 · Dame noire sur case noire e5 · Cavalier blanc sur case blanche f5 · Fou noir sur case noire d4 · Pion blanc sur case blanche e4 · Dame blanche sur case blanche d3 · Pion blanc sur case blanche a2 · Pion blanc sur case blanche g2 · Pion blanc sur case noire h2 · Fou blanc sur case blanche b1 · Tour blanche sur case blanche d1 · Roi blanc sur case blanche h1 | 4 |
| 3 | Roi noir sur case noire h8 · Fou noir sur case blanche b7 · Tour noire sur case blanche d7 · Pion noir sur case noire g7 · Pion noir sur case blanche a6 · Pion noir sur case noire h6 · Pion noir sur case blanche b5 · Dame noire sur case noire e5 · Cavalier blanc sur case blanche f5 · Fou noir sur case noire d4 · Pion blanc sur case blanche e4 · Dame blanche sur case blanche d3 · Pion blanc sur case blanche a2 · Pion blanc sur case blanche g2 · Pion blanc sur case noire h2 · Fou blanc sur case blanche b1 · Tour blanche sur case blanche d1 · Roi blanc sur case blanche h1 | Roi noir sur case noire h8 · Fou noir sur case blanche b7 · Tour noire sur case blanche d7 · Pion noir sur case noire g7 · Pion noir sur case blanche a6 · Pion noir sur case noire h6 · Pion noir sur case blanche b5 · Dame noire sur case noire e5 · Cavalier blanc sur case blanche f5 · Fou noir sur case noire d4 · Pion blanc sur case blanche e4 · Dame blanche sur case blanche d3 · Pion blanc sur case blanche a2 · Pion blanc sur case blanche g2 · Pion blanc sur case noire h2 · Fou blanc sur case blanche b1 · Tour blanche sur case blanche d1 · Roi blanc sur case blanche h1 | Roi noir sur case noire h8 · Fou noir sur case blanche b7 · Tour noire sur case blanche d7 · Pion noir sur case noire g7 · Pion noir sur case blanche a6 · Pion noir sur case noire h6 · Pion noir sur case blanche b5 · Dame noire sur case noire e5 · Cavalier blanc sur case blanche f5 · Fou noir sur case noire d4 · Pion blanc sur case blanche e4 · Dame blanche sur case blanche d3 · Pion blanc sur case blanche a2 · Pion blanc sur case blanche g2 · Pion blanc sur case noire h2 · Fou blanc sur case blanche b1 · Tour blanche sur case blanche d1 · Roi blanc sur case blanche h1 | Roi noir sur case noire h8 · Fou noir sur case blanche b7 · Tour noire sur case blanche d7 · Pion noir sur case noire g7 · Pion noir sur case blanche a6 · Pion noir sur case noire h6 · Pion noir sur case blanche b5 · Dame noire sur case noire e5 · Cavalier blanc sur case blanche f5 · Fou noir sur case noire d4 · Pion blanc sur case blanche e4 · Dame blanche sur case blanche d3 · Pion blanc sur case blanche a2 · Pion blanc sur case blanche g2 · Pion blanc sur case noire h2 · Fou blanc sur case blanche b1 · Tour blanche sur case blanche d1 · Roi blanc sur case blanche h1 | Roi noir sur case noire h8 · Fou noir sur case blanche b7 · Tour noire sur case blanche d7 · Pion noir sur case noire g7 · Pion noir sur case blanche a6 · Pion noir sur case noire h6 · Pion noir sur case blanche b5 · Dame noire sur case noire e5 · Cavalier blanc sur case blanche f5 · Fou noir sur case noire d4 · Pion blanc sur case blanche e4 · Dame blanche sur case blanche d3 · Pion blanc sur case blanche a2 · Pion blanc sur case blanche g2 · Pion blanc sur case noire h2 · Fou blanc sur case blanche b1 · Tour blanche sur case blanche d1 · Roi blanc sur case blanche h1 | Roi noir sur case noire h8 · Fou noir sur case blanche b7 · Tour noire sur case blanche d7 · Pion noir sur case noire g7 · Pion noir sur case blanche a6 · Pion noir sur case noire h6 · Pion noir sur case blanche b5 · Dame noire sur case noire e5 · Cavalier blanc sur case blanche f5 · Fou noir sur case noire d4 · Pion blanc sur case blanche e4 · Dame blanche sur case blanche d3 · Pion blanc sur case blanche a2 · Pion blanc sur case blanche g2 · Pion blanc sur case noire h2 · Fou blanc sur case blanche b1 · Tour blanche sur case blanche d1 · Roi blanc sur case blanche h1 | Roi noir sur case noire h8 · Fou noir sur case blanche b7 · Tour noire sur case blanche d7 · Pion noir sur case noire g7 · Pion noir sur case blanche a6 · Pion noir sur case noire h6 · Pion noir sur case blanche b5 · Dame noire sur case noire e5 · Cavalier blanc sur case blanche f5 · Fou noir sur case noire d4 · Pion blanc sur case blanche e4 · Dame blanche sur case blanche d3 · Pion blanc sur case blanche a2 · Pion blanc sur case blanche g2 · Pion blanc sur case noire h2 · Fou blanc sur case blanche b1 · Tour blanche sur case blanche d1 · Roi blanc sur case blanche h1 | Roi noir sur case noire h8 · Fou noir sur case blanche b7 · Tour noire sur case blanche d7 · Pion noir sur case noire g7 · Pion noir sur case blanche a6 · Pion noir sur case noire h6 · Pion noir sur case blanche b5 · Dame noire sur case noire e5 · Cavalier blanc sur case blanche f5 · Fou noir sur case noire d4 · Pion blanc sur case blanche e4 · Dame blanche sur case blanche d3 · Pion blanc sur case blanche a2 · Pion blanc sur case blanche g2 · Pion blanc sur case noire h2 · Fou blanc sur case blanche b1 · Tour blanche sur case blanche d1 · Roi blanc sur case blanche h1 | 3 |
| 2 | Roi noir sur case noire h8 · Fou noir sur case blanche b7 · Tour noire sur case blanche d7 · Pion noir sur case noire g7 · Pion noir sur case blanche a6 · Pion noir sur case noire h6 · Pion noir sur case blanche b5 · Dame noire sur case noire e5 · Cavalier blanc sur case blanche f5 · Fou noir sur case noire d4 · Pion blanc sur case blanche e4 · Dame blanche sur case blanche d3 · Pion blanc sur case blanche a2 · Pion blanc sur case blanche g2 · Pion blanc sur case noire h2 · Fou blanc sur case blanche b1 · Tour blanche sur case blanche d1 · Roi blanc sur case blanche h1 | Roi noir sur case noire h8 · Fou noir sur case blanche b7 · Tour noire sur case blanche d7 · Pion noir sur case noire g7 · Pion noir sur case blanche a6 · Pion noir sur case noire h6 · Pion noir sur case blanche b5 · Dame noire sur case noire e5 · Cavalier blanc sur case blanche f5 · Fou noir sur case noire d4 · Pion blanc sur case blanche e4 · Dame blanche sur case blanche d3 · Pion blanc sur case blanche a2 · Pion blanc sur case blanche g2 · Pion blanc sur case noire h2 · Fou blanc sur case blanche b1 · Tour blanche sur case blanche d1 · Roi blanc sur case blanche h1 | Roi noir sur case noire h8 · Fou noir sur case blanche b7 · Tour noire sur case blanche d7 · Pion noir sur case noire g7 · Pion noir sur case blanche a6 · Pion noir sur case noire h6 · Pion noir sur case blanche b5 · Dame noire sur case noire e5 · Cavalier blanc sur case blanche f5 · Fou noir sur case noire d4 · Pion blanc sur case blanche e4 · Dame blanche sur case blanche d3 · Pion blanc sur case blanche a2 · Pion blanc sur case blanche g2 · Pion blanc sur case noire h2 · Fou blanc sur case blanche b1 · Tour blanche sur case blanche d1 · Roi blanc sur case blanche h1 | Roi noir sur case noire h8 · Fou noir sur case blanche b7 · Tour noire sur case blanche d7 · Pion noir sur case noire g7 · Pion noir sur case blanche a6 · Pion noir sur case noire h6 · Pion noir sur case blanche b5 · Dame noire sur case noire e5 · Cavalier blanc sur case blanche f5 · Fou noir sur case noire d4 · Pion blanc sur case blanche e4 · Dame blanche sur case blanche d3 · Pion blanc sur case blanche a2 · Pion blanc sur case blanche g2 · Pion blanc sur case noire h2 · Fou blanc sur case blanche b1 · Tour blanche sur case blanche d1 · Roi blanc sur case blanche h1 | Roi noir sur case noire h8 · Fou noir sur case blanche b7 · Tour noire sur case blanche d7 · Pion noir sur case noire g7 · Pion noir sur case blanche a6 · Pion noir sur case noire h6 · Pion noir sur case blanche b5 · Dame noire sur case noire e5 · Cavalier blanc sur case blanche f5 · Fou noir sur case noire d4 · Pion blanc sur case blanche e4 · Dame blanche sur case blanche d3 · Pion blanc sur case blanche a2 · Pion blanc sur case blanche g2 · Pion blanc sur case noire h2 · Fou blanc sur case blanche b1 · Tour blanche sur case blanche d1 · Roi blanc sur case blanche h1 | Roi noir sur case noire h8 · Fou noir sur case blanche b7 · Tour noire sur case blanche d7 · Pion noir sur case noire g7 · Pion noir sur case blanche a6 · Pion noir sur case noire h6 · Pion noir sur case blanche b5 · Dame noire sur case noire e5 · Cavalier blanc sur case blanche f5 · Fou noir sur case noire d4 · Pion blanc sur case blanche e4 · Dame blanche sur case blanche d3 · Pion blanc sur case blanche a2 · Pion blanc sur case blanche g2 · Pion blanc sur case noire h2 · Fou blanc sur case blanche b1 · Tour blanche sur case blanche d1 · Roi blanc sur case blanche h1 | Roi noir sur case noire h8 · Fou noir sur case blanche b7 · Tour noire sur case blanche d7 · Pion noir sur case noire g7 · Pion noir sur case blanche a6 · Pion noir sur case noire h6 · Pion noir sur case blanche b5 · Dame noire sur case noire e5 · Cavalier blanc sur case blanche f5 · Fou noir sur case noire d4 · Pion blanc sur case blanche e4 · Dame blanche sur case blanche d3 · Pion blanc sur case blanche a2 · Pion blanc sur case blanche g2 · Pion blanc sur case noire h2 · Fou blanc sur case blanche b1 · Tour blanche sur case blanche d1 · Roi blanc sur case blanche h1 | Roi noir sur case noire h8 · Fou noir sur case blanche b7 · Tour noire sur case blanche d7 · Pion noir sur case noire g7 · Pion noir sur case blanche a6 · Pion noir sur case noire h6 · Pion noir sur case blanche b5 · Dame noire sur case noire e5 · Cavalier blanc sur case blanche f5 · Fou noir sur case noire d4 · Pion blanc sur case blanche e4 · Dame blanche sur case blanche d3 · Pion blanc sur case blanche a2 · Pion blanc sur case blanche g2 · Pion blanc sur case noire h2 · Fou blanc sur case blanche b1 · Tour blanche sur case blanche d1 · Roi blanc sur case blanche h1 | 2 |
| 1 | Roi noir sur case noire h8 · Fou noir sur case blanche b7 · Tour noire sur case blanche d7 · Pion noir sur case noire g7 · Pion noir sur case blanche a6 · Pion noir sur case noire h6 · Pion noir sur case blanche b5 · Dame noire sur case noire e5 · Cavalier blanc sur case blanche f5 · Fou noir sur case noire d4 · Pion blanc sur case blanche e4 · Dame blanche sur case blanche d3 · Pion blanc sur case blanche a2 · Pion blanc sur case blanche g2 · Pion blanc sur case noire h2 · Fou blanc sur case blanche b1 · Tour blanche sur case blanche d1 · Roi blanc sur case blanche h1 | Roi noir sur case noire h8 · Fou noir sur case blanche b7 · Tour noire sur case blanche d7 · Pion noir sur case noire g7 · Pion noir sur case blanche a6 · Pion noir sur case noire h6 · Pion noir sur case blanche b5 · Dame noire sur case noire e5 · Cavalier blanc sur case blanche f5 · Fou noir sur case noire d4 · Pion blanc sur case blanche e4 · Dame blanche sur case blanche d3 · Pion blanc sur case blanche a2 · Pion blanc sur case blanche g2 · Pion blanc sur case noire h2 · Fou blanc sur case blanche b1 · Tour blanche sur case blanche d1 · Roi blanc sur case blanche h1 | Roi noir sur case noire h8 · Fou noir sur case blanche b7 · Tour noire sur case blanche d7 · Pion noir sur case noire g7 · Pion noir sur case blanche a6 · Pion noir sur case noire h6 · Pion noir sur case blanche b5 · Dame noire sur case noire e5 · Cavalier blanc sur case blanche f5 · Fou noir sur case noire d4 · Pion blanc sur case blanche e4 · Dame blanche sur case blanche d3 · Pion blanc sur case blanche a2 · Pion blanc sur case blanche g2 · Pion blanc sur case noire h2 · Fou blanc sur case blanche b1 · Tour blanche sur case blanche d1 · Roi blanc sur case blanche h1 | Roi noir sur case noire h8 · Fou noir sur case blanche b7 · Tour noire sur case blanche d7 · Pion noir sur case noire g7 · Pion noir sur case blanche a6 · Pion noir sur case noire h6 · Pion noir sur case blanche b5 · Dame noire sur case noire e5 · Cavalier blanc sur case blanche f5 · Fou noir sur case noire d4 · Pion blanc sur case blanche e4 · Dame blanche sur case blanche d3 · Pion blanc sur case blanche a2 · Pion blanc sur case blanche g2 · Pion blanc sur case noire h2 · Fou blanc sur case blanche b1 · Tour blanche sur case blanche d1 · Roi blanc sur case blanche h1 | Roi noir sur case noire h8 · Fou noir sur case blanche b7 · Tour noire sur case blanche d7 · Pion noir sur case noire g7 · Pion noir sur case blanche a6 · Pion noir sur case noire h6 · Pion noir sur case blanche b5 · Dame noire sur case noire e5 · Cavalier blanc sur case blanche f5 · Fou noir sur case noire d4 · Pion blanc sur case blanche e4 · Dame blanche sur case blanche d3 · Pion blanc sur case blanche a2 · Pion blanc sur case blanche g2 · Pion blanc sur case noire h2 · Fou blanc sur case blanche b1 · Tour blanche sur case blanche d1 · Roi blanc sur case blanche h1 | Roi noir sur case noire h8 · Fou noir sur case blanche b7 · Tour noire sur case blanche d7 · Pion noir sur case noire g7 · Pion noir sur case blanche a6 · Pion noir sur case noire h6 · Pion noir sur case blanche b5 · Dame noire sur case noire e5 · Cavalier blanc sur case blanche f5 · Fou noir sur case noire d4 · Pion blanc sur case blanche e4 · Dame blanche sur case blanche d3 · Pion blanc sur case blanche a2 · Pion blanc sur case blanche g2 · Pion blanc sur case noire h2 · Fou blanc sur case blanche b1 · Tour blanche sur case blanche d1 · Roi blanc sur case blanche h1 | Roi noir sur case noire h8 · Fou noir sur case blanche b7 · Tour noire sur case blanche d7 · Pion noir sur case noire g7 · Pion noir sur case blanche a6 · Pion noir sur case noire h6 · Pion noir sur case blanche b5 · Dame noire sur case noire e5 · Cavalier blanc sur case blanche f5 · Fou noir sur case noire d4 · Pion blanc sur case blanche e4 · Dame blanche sur case blanche d3 · Pion blanc sur case blanche a2 · Pion blanc sur case blanche g2 · Pion blanc sur case noire h2 · Fou blanc sur case blanche b1 · Tour blanche sur case blanche d1 · Roi blanc sur case blanche h1 | Roi noir sur case noire h8 · Fou noir sur case blanche b7 · Tour noire sur case blanche d7 · Pion noir sur case noire g7 · Pion noir sur case blanche a6 · Pion noir sur case noire h6 · Pion noir sur case blanche b5 · Dame noire sur case noire e5 · Cavalier blanc sur case blanche f5 · Fou noir sur case noire d4 · Pion blanc sur case blanche e4 · Dame blanche sur case blanche d3 · Pion blanc sur case blanche a2 · Pion blanc sur case blanche g2 · Pion blanc sur case noire h2 · Fou blanc sur case blanche b1 · Tour blanche sur case blanche d1 · Roi blanc sur case blanche h1 | 1 |
|   | a | b | c | d | e | f | g | h |   |

Il arrive parfois qu'un joueur se trompe, et abandonne alors qu'il est dans une position gagnante.
L'écrivain et joueur d'échecs Tim Krabbé recense sur son site Chess Curiosities 35 parties durant lesquelles l'un des joueurs abandonne dans une position gagnante.
La plus célèbre — reprise dans de nombreux livres de combinaisons — étant une partie de 1902, opposant von Popel à Georg Marco: 

1.e4 e5 2.Cf3 d6 3.Bc4 c6 4.Cc3 Be7 5.d4 Cd7 6.Be3 Cgf6 7.De2 Dc7 8.Cg5 O-O 9.f4 b5 10.Bd3 a6 11.O-O Bb7 12.Tae1 h6 13.Cf3 Cg4 14.Cd1 c5 15.c3 exd4 16.cxd4 Cxe3 17.Cxe3 cxd4 18.Cxd4 Cc5 19.Cef5 Bf6 20.Bb1 Tfe8 21.Df3 Ce6 22.Cxe6 fxe6 23.Db3 Rh8 24.Cg3 Fd4+ 25.Rh1 Dc4 26.Dd1 Fxb2 27.Dxd6 Tad8 28.Db6 Td7 29.Df2 Fd4 30.Df3 Tf8 31.Tc1 Db4 32.Dd3 e5 33.fxe5 Txf1+ 34.Txf1 De7 35.Cf5 Dxe5 36.Td1 1-0 (voir diagramme de droite)

Les noirs abandonnèrent pensant que le fou en d4 était perdu. Mais ils pouvaient gagner par 36...Fg1 ! car, à cause de la menace 37... Dxh2 mat, la dame blanche est perdue.

François Le Lionnais indique dans Les Prix de beauté aux échecs que lors de la partie Steinitz - von Bardeleben (Hastings, 1895) « ...von Bardeleben s'absenta de la salle de jeu et laissa sa pendule dépasser la limite de temps. ». Toutefois, Tarrasch qui commente la partie dans le livre du tournoi ne mentionne pas cet incident.
Le joueur d'échecs Xavier Tartakover a énoncé un aphorisme à ce sujet: « On n'a jamais gagné une partie en abandonnant ! ».